# Addiator

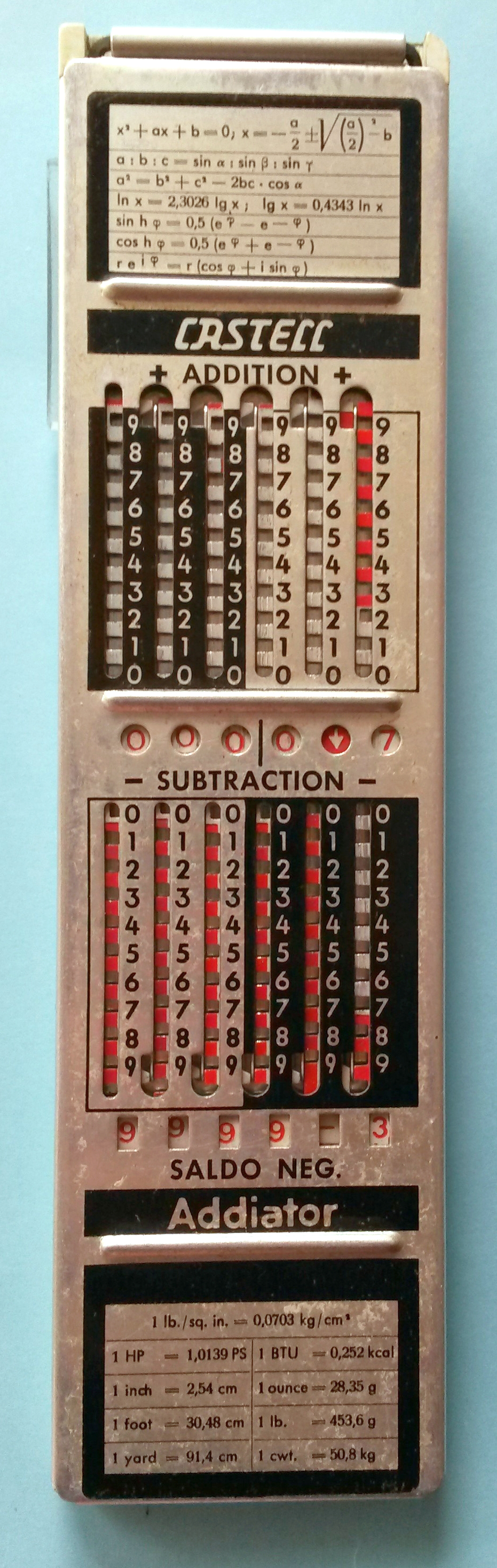
Addiator spol. Faber Castell

Addiator, česky sčítač, je mechanická kalkulačka na sčítání a odčítání, prodávaná v minulosti společností Addiator Gesellschaft v Berlíně. Její varianty se vyráběly od roku 1920 do roku 1982. Skládá se z plechových jezdců uvnitř kovové obálky, ovládaných stylusem, s inovativním mechanismem přenášení, který jednoduchým pohybem stylusu provádí operaci odečti deset, přenes jedničku. Některé typy sčítačů dokáží také zpracovávat záporná čísla, a to s doplňkovým spodním oknem nebo poskytnutím režimu odečítání na zadní straně zařízení.

## Popis
Tento typ kalkulačky představil Francouz Troncet v roce 1889. Addiator se stal jednou z nejpopulárnějších kalkulaček svého druhu a název se často používá k označení tohoto typu obecně, ačkoli podobná zařízení prodávala řada dalších společností. V roce 1923 měla inzerované rozměry 170 mm × 105 mm a váhu 210 g. Na rozdíl od rozměrných mechanických kalkulaček, jako byl například Comptometer, jenž se používal především v kancelářích, byl Addiator malý a nijak drahý, proto se rozšířil jako kapesní kalkulačka. Prodávaly se řady Addiator Standard (1920), Maximator (1925), Duplex (1950) a Arithma (1960). Některé typy dokázaly pracovat i se zápornými čísly, jak je vidět napravo na obrázku výrobku společnosti Faber Castell, kde je ve spodním, odečítacím okně „Subtraction“ zobrazen výpočet 5 − 8 = −3. Dražší verze mají na zadní straně zabudované posuvné pravítko.
Addiator zastaral až s elektronickou variantou kalkulaček a na svou dobu byl jednoduchý a levný. Zvládá také nedesítková měření, jako jsou stopy a palce nebo libry, šilinky a pence před desetinnou čárkou. Sčítání a odčítání vyžadují odlišné „obrazovky“, ovládané otočením zařízení nebo překlopením předního panelu, později také rozšířenými posuvníky a přídavným spodním panelem. Ačkoli to nebylo vždy uváděno, existují i postupy pro násobení (opakovaným sčítáním nebo násobením jednotlivých číslic) a dělení (např. opakovaným odečítáním nebo použitím sčítání v kombinaci s komplementy). Například Magic Brain Calculator zmiňuje na přední desce „sčítat, odečítat, násobit“.

## Galerie

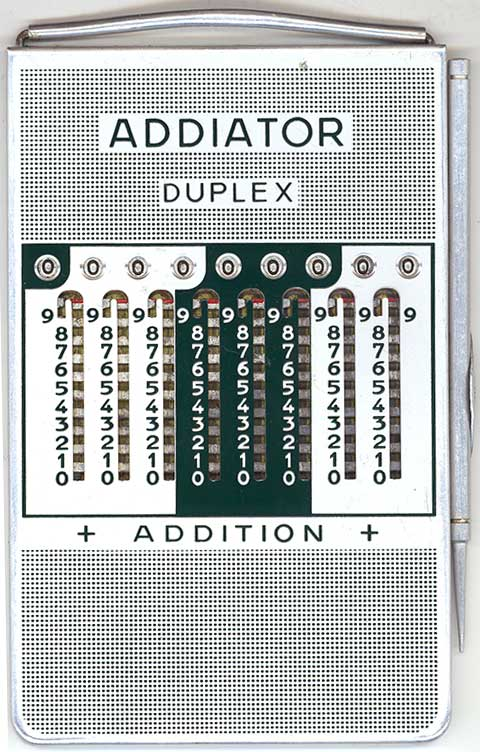
Addiator Duplex, sčítací strana
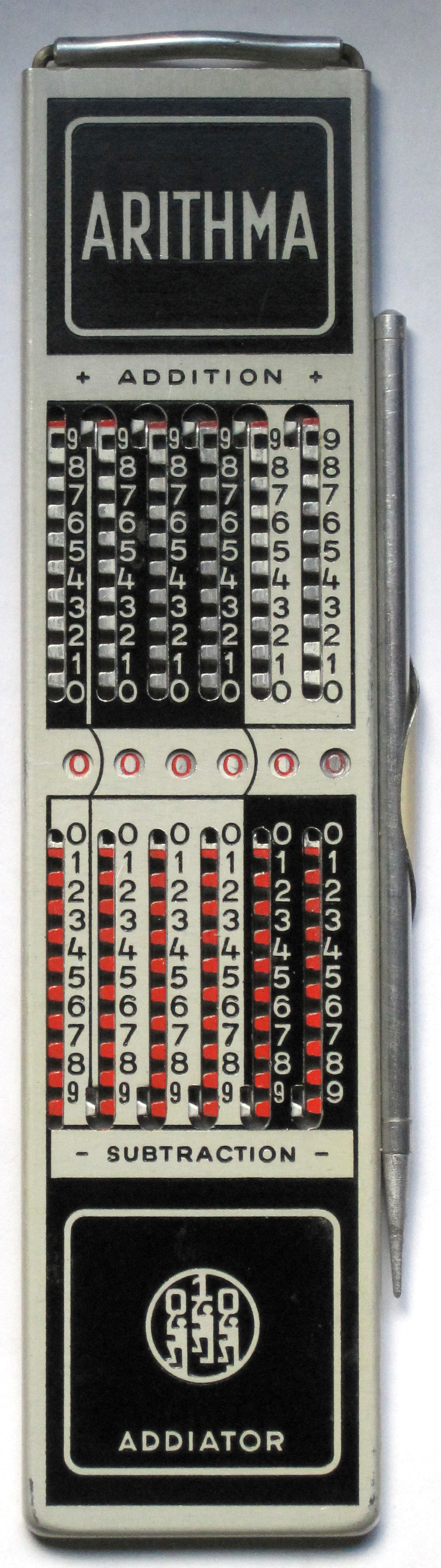
Addiator Arithma
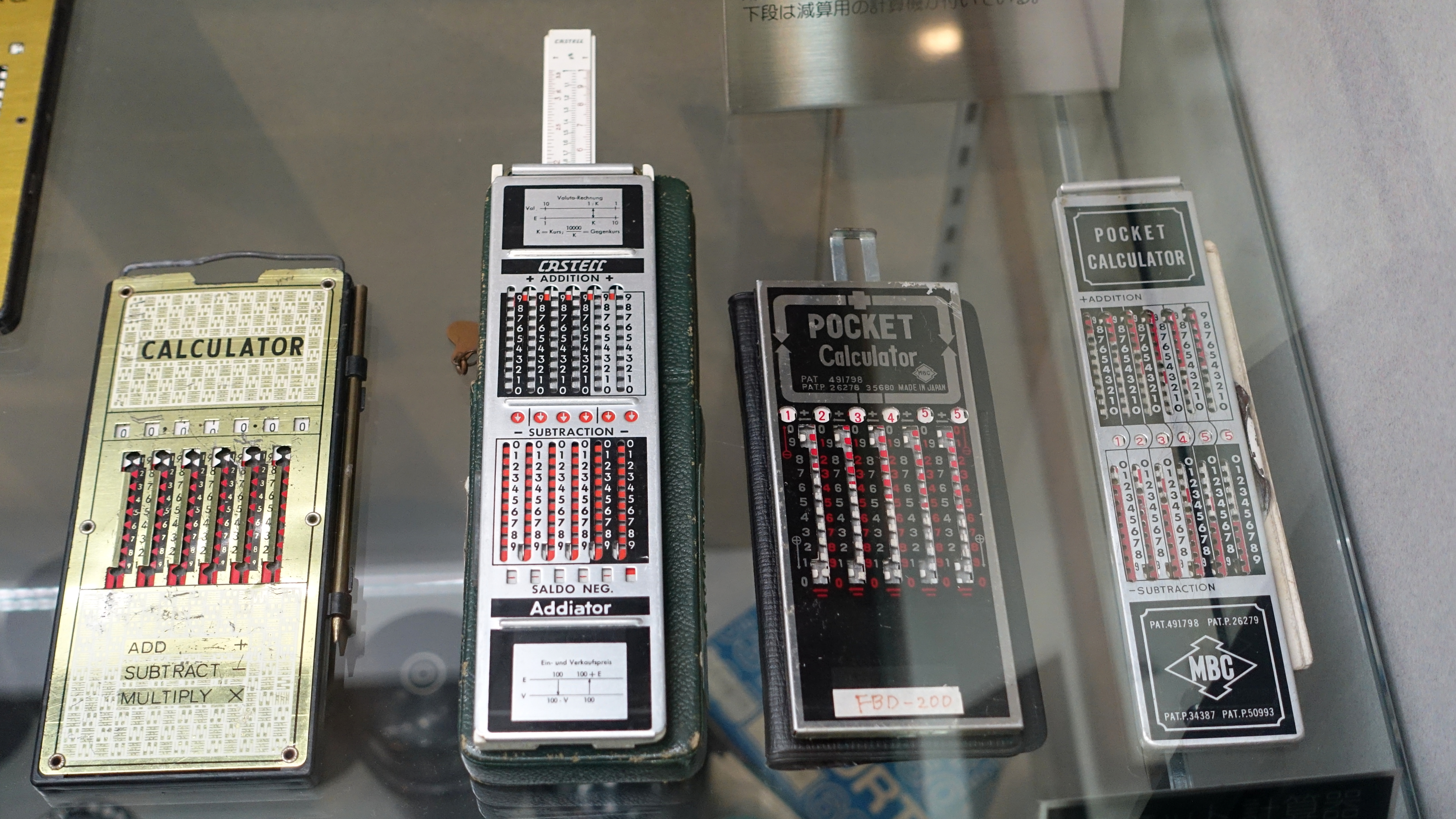
Příruční mechanické kalkulačky